# Pseudoderopeltis albilatera
Pseudoderopeltis albilatera es una especie de cucaracha del género Pseudoderopeltis, familia Blattidae.

## Distribución
Esta especie se encuentra en Sudáfrica.